# Destination Wedding
Destination Wedding (Brasil: Com Quem Será? / Portugal: Destino: Casamento) é um filme estadunidense de comédia romântica e comédia dramática de 2018, escrito e dirigido por Victor Levin, e estrelado por Winona Ryder e Keanu Reeves como dois estranhos que acabam participando do mesmo casamento em Paso Robles.
Foi lançado nos Estados Unidos em 31 de agosto de 2018 pela Regatta.

## Sinopse
Frank e Lindsay se encontram no aeroporto enquanto esperam para embarcar em seu voo para Paso Robles. Enquanto conversam, percebem que estão na cidade para o mesmo casamento. É revelado que o noivo é o meio-irmão de Frank e a ex-noiva de Lindsay.
Durante o fim de semana, Frank e Lindsay permanecem juntos, muitas vezes caminhando para evitar participar de várias atividades com os outros convidados do casamento. Ao fazer isso, eles revelam mais sobre seu passado e opiniões sobre relacionamentos. Embora discutam muitos tópicos, eles parecem se divertir e se conectam.

## Elenco
- Winona Ryder como Lindsay
- Keanu Reeves como Frank

## Produção
Produção encerrada no centro da Califórnia em agosto de 2017.
A trilha sonora do filme foi composta por William Ross.

## Lançamento
Em novembro de 2017, a Aviron Pictures adquiriu os direitos de distribuição dos EUA do filme, liberando-o sob a bandeira Regatta. Foi lançado em 31 de agosto de 2018.

## Recepção
Destination Wedding arrecadou um total mundial de US$ 1,3 milhão, mais US$38.394 com vendas de vídeos caseiros. Segundo a Variety, o orçamento de produção foi de US$ 5 milhões.
Em junho de 2020, no Rotten Tomatoes, o filme possui uma classificação de aprovação de 51% com base em 86 críticas e uma classificação média de 5.34/10. O consenso crítico do site diz: "Destination Wedding reúne Keanu Reeves e Winona Ryder para uma comédia azeda, cuja reviravolta misantrópica inicialmente promissora domina a química de seus protagonistas". Em Metacritic, o filme tem uma pontuação média ponderada de 46 em 100, com base em 23 críticos, indicando "críticas mistas ou médias".
Michael Rechtshaffen, do The Los Angeles Times, avaliou o filme, chamando-o de "86 minutos teimosamente sem graça que parecem muito mais longos". 